# Quilombo Murumurutuba
Quilombo Murumurutuba é uma comunidade remanescente de quilombo, população tradicional brasileira, localizada na região de planalto do município brasileiro de Santarém, no Pará.
Em 2006, comunidade de Murumurutuba era formada aproximadamente por uma população de 371 pessoas em 77 famílias. O território foi certificado como remanescente de quilombo (reminiscências históricas de antigos quilombos) em 2005, pela Fundação Cultural Palmares.
Murumurutuba é uma das 13 comunidades quilombolas existentes na região, situando-se na área do planalto santareno.

### Tombamento
O tombamento de quilombos é previsto pela Constituição Brasileira de 1988, bastando a certificação pela Fundação Cultural Palmares:
Art. 216. Constituem patrimônio cultural brasileiro os bens de natureza material e imaterial, tomados individualmente ou em conjunto, portadores de referência à identidade, à ação, à memória dos diferentes grupos formadores da sociedade brasileira [...]
§ 5º Ficam tombados todos os documentos e os sítios detentores de reminiscências históricas dos antigos quilombos.

### Desenvolvimento Econômico e Sustentabilidade
Com apoio técnico da Empresa de Assistência Técnica e Extensão Rural do Pará (Emater), Murumurutuba está implementando sua primeira agroindústria, que produzirá polpas de frutas como açaí, cupuaçu e taperebá. O projeto, denominado "Delícias do Quilombo", já conta com aprovação da Agência de Defesa Agropecuária do Pará (Adepará) e visa beneficiar de 200 a 300 famílias, promovendo o fortalecimento econômico da região.

### Cultura e Tradições
O Sacramento Esporte Clube foi criado em 1982 no Quilombo de Murumurutuba com o objetivo de incentivar a prática esportiva e engajar os jovens em atividades saudáveis. Com o passar do tempo, o clube ampliou suas atividades, incorporando o Festival do Açaí, que se tornou uma tradição local, além do desfile das rainhas. Inicialmente, o evento era realizado em um único dia, durante o mês de julho, período da safra do açaí. No entanto, com o passar dos anos, a festividade cresceu, passando a durar três dias e ocorrendo entre o final de agosto e o início de setembro. Atualmente, o festival inclui shows ao vivo, serestas, culinária típica e o consumo do tradicional açaí, celebrando a cultura da comunidade.
Além disso, em 2023, foi uma das comunidades selecionadas para a circulação do espetáculo "Semi-Breve", que promove apresentações culturais nas áreas de várzea e planalto de Santarém.